# Le Val-Saint-François
Le Val-Saint-François – regionalna gmina hrabstwa (MRC) w regionie administracyjnym Estrie prowincji Quebec, w Kanadzie. Stolicą jest miasto Richmond. Składa się z 18 gmin: 3 miast, 8 gmin, 2 wsi, 2 parafii i 3 kantonów.
Le Val-Saint-François ma 29 654 mieszkańców. Język francuski jest językiem ojczystym dla 92,0%, angielski dla 7,4% mieszkańców (2011).